# Mozaika na Rynku w Legnicy

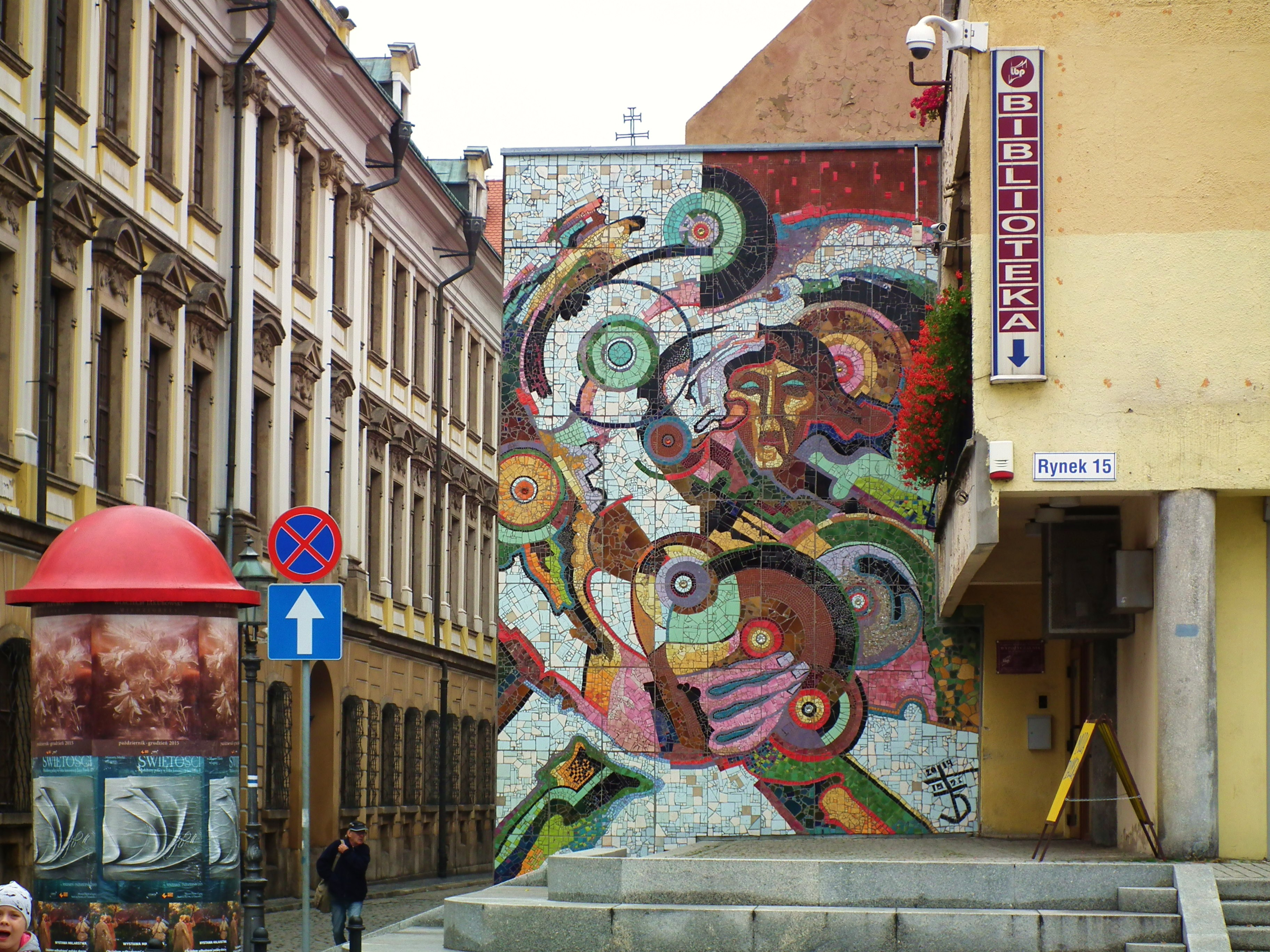
Mozaika na tle ul. św. Jana

Mozaika na Rynku w Legnicy – zewnętrzna mozaika ścienna zlokalizowana na narożniku Rynku w Legnicy i ulicy Świętego Jana (biblioteka).
Dzieło przedstawiające Mikołaja Kopernika wśród ciał niebieskich powstało w 1973, w pięćsetną rocznicę urodzin astronoma (Rok Kopernikański). Autorem mozaiki jest legnicki artysta Henryk Baca. Przez kilkadziesiąt lat obiekt uległ częściowym uszkodzeniom i został odnowiony przez twórcę w 2014.